# Meneses de Campos
Meneses de Campos é um município da Espanha, localizado na província de Palência, na comunidade autónoma de Castela e Leão, com uma área de 28,2 km² e uma população de 152 habitantes (2007), o que corresponde a uma densidade populacional de 5,04 hab/km².

## Enquadramento histórico
As raízes de Meneses de Campos remontam ao repovoamento da região após a reconquista, nos séculos X e XI, por famílias provenientes do País Basco. A origem basca fica provada pela existência, até início do século XIX, de uma ermida dedicada a Nuestra Señora de los Vascones (Nossa Senhora dos Bascos).
Durante a Idade Média, Meneses foi um senhorio atribuído a Telo Peres de Meneses (morto em 1200), que veio a ser 1.º Senhor de Meneses, cuja família, os Téllez de Meneses (aportuguesado para Teles de Meneses), teve relevante importância na política de Portugal e de Castela, comprovado pelos casamentos com diversos membros das casas reais daqueles países (como o caso de Leonor Teles de Menezes).
Já no século XIV, o senhorio é atribuído à família Manoel e, no final do século XV, aos Guzmán, marqueses de Montealegre de Aulestia.

## Demografia
| Variação demográfica do município entre 1991 e 2004 | Variação demográfica do município entre 1991 e 2004 | Variação demográfica do município entre 1991 e 2004 | Variação demográfica do município entre 1991 e 2004 |
| --------------------------------------------------- | --------------------------------------------------- | --------------------------------------------------- | --------------------------------------------------- |
| 1991                                                | 1996                                                | 2001                                                | 2004                                                |
| 184                                                 | 163                                                 | 134                                                 | 142                                                 |